# Eduardo Sacheri
Eduardo Sacheri (ur. w 1967 w Buenos Aires) – argentyński pisarz, autor powieści i opowiadań, scenarzysta filmowy.
Debiutował w latach 90. jako autor opowiadań podejmujących wątki piłkarskie. W 2000 roku opublikował swoją pierwszą książkę - zbiór opowiadań Esperándolo a Tito y otros cuentos de fútbol. Kolejne zbiory opowiadań wydał w 2001 i 2004. W 2005 ukazała się pierwsza powieść jego autorstwa La pregunta de sus ojos. Została przetłumaczona na kilka języków, w tym na język polski. Bohaterem Sekretu jej oczu jest emerytowany urzędnik sądowy, który wspomina wydarzenia z roku 1968, kiedy to brał udział w dochodzeniu w sprawie śmierci młodej kobiety. Sprawa ta wywrze wpływ na jego dalsze losy, nie tylko zawodowe. W 2010 nakręcony na podstawie książki film o tym samym tytule zdobył Oscara dla najlepszego filmu nieanglojęzycznego, a Sacheri był współautorem scenariusza.

## Twórczość
- Esperándolo a Tito y otros cuentos de fútbol (2000, opowiadania)
- Te conozco Mendizábal y otros cuentos (2001, opowiadania)
- Lo raro empezó después: cuentos de fútbol y otros relatos (2004, opowiadania)
- La pregunta de sus ojos (2005, powieść; wyd. pol. Sekret jej oczu, Świat Książki, 2012 i Sekret w ich oczach, Świat Książki, 2015)
- Un viejo que se pone de pie y otros cuentos (2007, opowiadania)
- Aráoz y la verdad (2008, powieść)
- Papeles en el viento (2011, powieść)
- Los dueños del mundo (2012, opowiadania)